# Mis in c klein
De Mis in c-mineur is een werk van Wolfgang Amadeus Mozart. Het is een mis voor groot orkest, dubbelkoor, twee sopranen, een tenor en een bas. Ofschoon het werk onvoltooid is gebleven, geldt het als een hoogtepunt van de klassieke kerkmuziek.

## Geschiedenis
Mozart heeft zo'n 70 religieuze werken geschreven; de meeste daarvan tijdens zijn verblijf in Salzburg. Mozarts werkgever aldaar, vorst-aartsbisschop Colloredo, probeerde de al geruime tijd in de lucht hangende kerkmuziekhervormingen van keizerin Maria Theresia en keizer Joseph II met spoed door te voeren. Zelfs plechtige, door de bisschop zelf opgedragen missen (met trompetten en pauken) mochten inclusief de gesproken delen niet langer dan drie kwartier duren (aldus Mozart in een brief uit 1776 aan Padre Martini). Daarvan is de bekende 'Krönungsmesse' (1779) een goed voorbeeld.
Nadat Mozart in 1781 na een hevige ruzie met Colloredo gebroken had, vestigde hij zich in Wenen, waar hij zich vooral toelegde op kamermuziek, pianoconcerten en zijn meest geliefde genre: opera. Desalniettemin begon hij in de zomer van 1782 met de compositie van een zeer lange mis, duidelijk geïnspireerd door zijn intensieve contacten met de diplomaat Baron van Swieten, die uit zijn tijd als Oostenrijks ambassadeur in Berlijn een grote verzameling partituurkopieën van werken van Händel en Bach had meegebracht, waaronder Händel-oratoria en Bachs Mis in b-klein (later 'Hohe Messe' genoemd). Elke zondag kwam een groep componisten in de hofbibliotheek bijeen om deze werken door te spelen, tot Mozarts grote enthousiasme. Gezien de omvang van zijn nieuwe mis, de grote lengte, de uitgebreide orkestratie en de aard van de muziek (een duidelijk eerbetoon aan Händel en Bach en de polyfone traditie) kon die nauwelijks voor een normale misviering bedoeld zijn. Een opdracht van bijv. de Weense Cecilia-broederschap ligt meer voor de hand. Bewijs daarvoor ontbreekt echter.
Nu was Mozart op 4 augustus 1782 getrouwd met Constanze Weber. En in een brief van 4 januari 1783 schreef hij zijn vader dat hij bij een spoedig gepland bezoek met haar aan Salzburg, een mis zou meenemen, die hij spoedig hoopte te voltooien; dit ter vervulling van een eerder gedane belofte (onduidelijk is welke precies). Kennelijk had hij een (nieuwe?) bestemming voor zijn Mis gevonden (mogelijk was de Weense bestemming weggevallen; Joseph II hief in 1783 alle broederschappen op). Toen het bezoek eindelijk in de zomer van 1783 plaatsvond, had Mozart de partituur onvoltooid en wel bij zich. Hij schreef nog een aantal aanvullende partijen, maar slaagde er niet in het werk te voltooien. Op 26 oktober 1783 voerde hij de voltooide delen Kyrie, Gloria, Sanctus en Benedictus uit, dus zonder de twee in ontwerp gebleven Credo-delen. (Van het voltooide Sanctus verdween overigens de hoofdpartituur, maar hebben we nog wel de blazers. Een Agnus Dei ontbreekt.) De uitvoering vond plaats in de St. Peters-abdijkerk in Salzburg. Naar Mozarts zus Nannerl in haar dagboek schreef zong Constanze sopraan-solo en deed de hele hofkapel mee.
Voor hedendaagse uitvoeringen is completering van de twee Credo-delen 'Credo' en 'Et incarnatus est' en een reconstructie van het dubbelkorige Sanctus onontkoombaar. Er zijn verschillende edities beschikbaar, die van H. C. Robbins Landon (1956, Eulenburg), Helmut Eder (1985, Bärenreiter), Franz Beyer (1989, Amadeus/Peters), Richard Maunder (1990, OUP/Carus), Robert Levin (2005, Carus), Uwe Wolf & Frieder Bernius (2016, Carus), Clemens Kemme (2018, Breitkopf & Härtel) en Ulrich Leisinger (2019 Bärenreiter). De versie van de Nederlander Clemens Kemme kwam tot stand in nauwe samenwerking met Frans Brüggen en het Orkest van de Achttiende Eeuw en werd o.m. opgenomen door het Chor des Bayerischen Rundfunks o.l.v. Peter Dijkstra (2013) en het Dunedin Consort o.l.v. John Butt (2023).

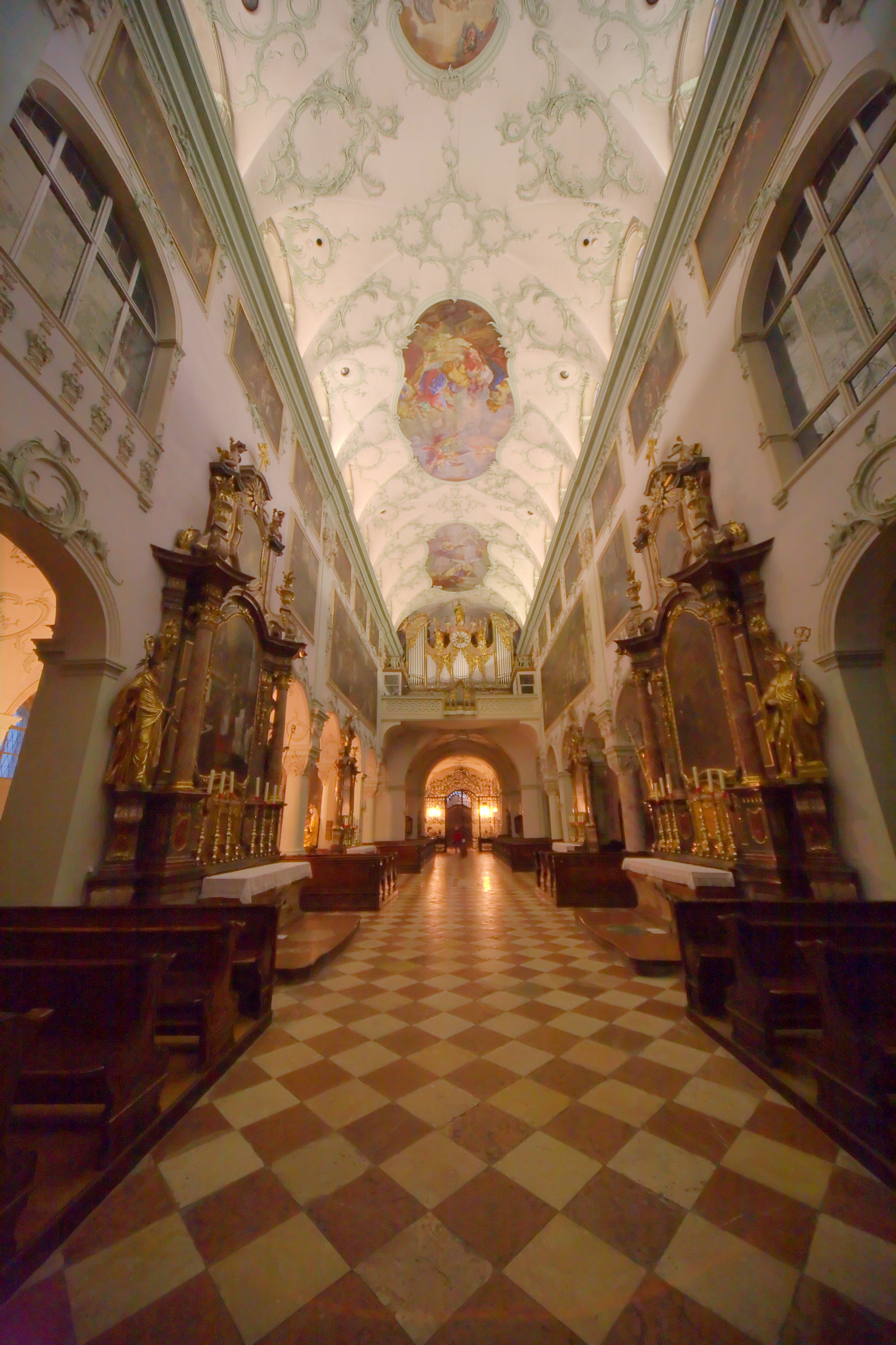
Interieur van de abdijkerk St. Peter in Salzburg, met orgelgalerij boven de westelijke ingang.

## Hergebruik
In 1785 schreef Mozart voor de Tonkünstler-Sozietät (een pensioenfonds voor de families van overleden componisten) de cantate Davide Penitente (KV 469). Daarin hergebruikte hij het volledige Kyrie en zevendelige Gloria uit de c-klein-mis, nu echter op teksten uit een vrije Italiaanse bewerking van de hand van de dichter Saverio Mattei van de Boetepsalmen van Koning David uit het bijbelboek Psalmen). De hergebruikte muziek uit de Mis in c-klein is met de nodige ritmische aanpassingen identiek, maar Mozart voegde ook twee extra aria's toe en vlak voor het einde een uitgeschreven solocadens voor de vocale solisten.

## Opbouw
1. Kyrie, Andante moderato: vierstemmig koor SATB en sopraan solo I ('Christe')
2. Gloria in excelsis Deo, Allegro vivace: vierstemmig koor
3. Laudamus te, Allegro aperto: aria voor sopraan solo II
4. Gratias agimus tibi, Adagio: vijfstemmig koor SSATB
5. Domine Deus, Allegro moderato: duet voor sopranen soli I en II
6. Qui tollis, Largo: achtstemmig dubbelkoor SATB-SATB
7. Quoniam, Allegro: terzet voor sopranen soli I en II en tenor solo
8. Jesu Christe, Adagio – Cum Sancto Spiritu, Alla breve: vierstemmig koor SATB
9. Credo in unum Deum, Allegro maestoso: vijfstemmig koor SSATB
10. Et incarnatus est: Andante: aria voor sopraan solo I + fluit, hobo en fagot soli
11. Sanctus, Largo - Allegro comodo: achtstemmig dubbelkoor SATB-SATB
12. Benedictus, Allegro comodo: kwartet voor twee sopranen soli, tenor solo, bas solo en achtstemmig dubbelkoor SATB-SATB

- Bibliothèque nationale de France: cb139151584 (data)
- Catàleg d'autoritats de noms i títols de Catalunya: 981058522958606706
- MusicBrainz work: 712210fe-b39a-40ab-b5f9-e80d351eaf1e
- Nationale Bibliotheek van Israël: 987010649622205171
- Virtual International Authority File: 182664767